# Первое свидание (поэма)

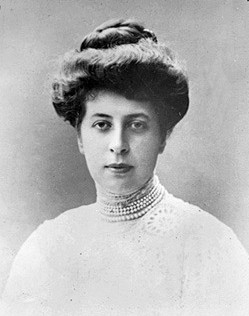
М. К. Морозова — прототип главной героини, Надежды Львовны Зарино́й

«Первое свидание» — поэма Андрея Белого, написанная в Петрограде в 1921 году. Автобиографическое произведение о молодости (действие происходит в 1900 году), годах учения и русском символизме, она является одним из основных поэтических произведений Белого. По оценке Владислава Ходасевича, одного из первых слушателей поэмы — «лучшее, написанное им (Белым) в стихах».
В поэме сочетаются бытовой (широкая панорама Москвы рубежа веков, образы родных, меломанов, профессоров) и мистический планы. Название и сюжет отсылают к поэме «Три свидания» Владимира Соловьёва, описывающей встречу с «Вечной женственностью». Центральный эпизод «Первого свидания» — событие, которое Белый считал главным в своей жизни: философское прозрение (в духе учения Соловьёва о Софии; семья Соловьёвых — одни из центральных героев поэмы) после встречи с идеальной возлюбленной. Прототип главной героини — Маргарита Кирилловна Морозова, с которой Белый виделся на симфонических концертах в Москве.
Размер поэмы — астрофический (с вольной рифмовкой) 4-стопный ямб.
Получил известность пассаж, где Белый, говоря о физических открытиях эпохи, употребляет словосочетание «атомная бомба» задолго до появления соответствующего оружия:

Мир — рвался в опытах Кюри

Ато́мной, лопнувшею бомбой

На электронные струи

Невоплощенной гекатомбой.